# Карпасы
Карпасы — деревня в Торопецком районе Тверской области. Входит в состав Пожинского сельского поселения.

## История
На топографической карте Фёдора Шуберта 1867 — 1906 годов обозначена деревня Карпасы. Имела 3 двора.
В списке населённых мест Псковской губернии за 1885 год значится деревня Карпасы (Горки-Капасы). Располагалась при реке Любешь в 26 верстах от уездного города. Входила в состав Пожинской волости Торопецкого уезда. Имела 5 дворов и 38 жителей (из них 18 мужчин и 20 женщин).
На карте РККА 1923 — 1941 годов обозначена деревня Карпасы. Имела 12 дворов.

## География
Деревня расположена в 30 километрах к северо-западу от районного центра, города Торопец и в 5,5 километрах к северо-востоку от центра сельского поселения, деревни Пожня. Находится на берегу реки Любешь (приток Оки). Ближайший населённый пункт — деревня Змейкино.
Климат
Деревня, как и весь район, относится к умеренному поясу северного полушария и находится в области переходного климата от океанического к материковому. Лето с температурным режимом +15…+20 °С (днём +20…+25 °С), зима умеренно-морозная −10…−15 °С; при вторжении арктических воздушных масс до −30…-40 °С.
Часовой пояс
Деревня Карпасы, как и вся Тверская область, находится в часовой зоне МСК (московское время). Смещение применяемого времени относительно UTC составляет +3:00.

## Население
| 2010 |
| ---- |
| 0    |

В 2002 году население деревни составляло 2 человека. 
Национальный состав
Согласно результатам переписи 2002 года, в национальной структуре населения русские составляли 100 % от жителей.